# Ellon
Ellon és un municipi francès situat al departament de Calvados i a la regió de Normandia. L'any 2007 tenia 368 habitants.

## Demografia

### Població
El 2007 la població de fet d'Ellon era de 368 persones. Hi havia 119 famílies de les quals 22 eren unipersonals (11 homes vivint sols i 11 dones vivint soles), 43 parelles sense fills, 50 parelles amb fills i 4 famílies monoparentals amb fills.
La població ha evolucionat segons el següent gràfic:
Habitants censats

### Habitatges
El 2007 hi havia 134 habitatges, 124 eren l'habitatge principal de la família, 3 eren segones residències i 8 estaven desocupats. 133 eren cases i 1 era un apartament. Dels 124 habitatges principals, 112 estaven ocupats pels seus propietaris, 11 estaven llogats i ocupats pels llogaters i 1 estava cedit a títol gratuït; 3 tenien dues cambres, 21 en tenien tres, 31 en tenien quatre i 69 en tenien cinc o més. 98 habitatges disposaven pel capbaix d'una plaça de pàrquing. A 35 habitatges hi havia un automòbil i a 83 n'hi havia dos o més.

### Piràmide de població
La piràmide de població per edats i sexe el 2009 era:
| Homes | Edats   | Dones |
| ----- | ------- | ----- |
| 0     | 95 o +  | 4     |
| 0     | 90 a 94 | 0     |
| 0     | 85 a 89 | 0     |
| 4     | 80 a 84 | 0     |
| 8     | 75 a 79 | 12    |
| 8     | 70 a 74 | 0     |
| 8     | 65 a 69 | 12    |
| 0     | 60 a 64 | 4     |
| 0     | 55 a 59 | 0     |
| 20    | 50 a 54 | 12    |
| 32    | 45 a 49 | 28    |
| 32    | 40 a 44 | 16    |
| 16    | 35 a 39 | 24    |
| 8     | 30 a 34 | 8     |
| 8     | 25 a 29 | 4     |
| 16    | 20 a 24 | 24    |
| 20    | 15 a 19 | 24    |
| 20    | 10 a 14 | 0     |
| 0     | 5 a 9   | 12    |
| 8     | 0 a 4   | 4     |

## Economia
El 2007 la població en edat de treballar era de 263 persones, 172 eren actives i 91 eren inactives. De les 172 persones actives 155 estaven ocupades (83 homes i 72 dones) i 17 estaven aturades (10 homes i 7 dones). De les 91 persones inactives 31 estaven jubilades, 19 estaven estudiant i 41 estaven classificades com a «altres inactius».

### Ingressos
El 2009 a Ellon hi havia 135 unitats fiscals que integraven 365 persones, la mediana anual d'ingressos fiscals per persona era de 18.393 €.

### Activitats econòmiques
Dels 3 establiments que hi havia el 2007, 1 era d'una empresa de fabricació d'altres productes industrials, 1 d'una empresa de comerç i reparació d'automòbils i 1 d'una empresa de serveis.
L'any 2000 a Ellon hi havia 12 explotacions agrícoles que ocupaven un total de 616 hectàrees.

## Equipaments sanitaris i escolars
El 2009 hi havia una escola elemental integrada dins d'un grup escolar amb les comunes properes formant una escola dispersa.

## Poblacions més properes
El següent diagrama mostra les poblacions més properes.